# Los Guayabos, Durango
Los Guayabos är en ort i Mexiko.   Den ligger i kommunen Pueblo Nuevo och delstaten Durango, i den centrala delen av landet, 800 km nordväst om huvudstaden Mexico City. Los Guayabos ligger 1 343 meter över havet och antalet invånare är 142.
Terrängen runt Los Guayabos är bergig. Runt Los Guayabos är det mycket glesbefolkat, med 6 invånare per kvadratkilometer. Närmaste större samhälle är Pueblo Nuevo, 18,2 km öster om Los Guayabos. I omgivningarna runt Los Guayabos växer huvudsakligen savannskog.